# Simone Pérèle
Simone Pérèle est une marque de lingerie française créée en 1948.

## Débuts artisanaux
Mademoiselle Simone Pérèle obtient en 1935 son diplôme de corsetière, métier qui, avant-guerre, consiste à fabriquer les dessous féminins, généralement sur mesure (la création d'un modèle peut prendre plus de six mois).
Le port du soutien-gorge commence à se populariser à partir des années 1920, d'abord sous forme de bandeaux, puis les bonnets apparaissent. Les culottes relèvent du domaine de la bonneterie. C’est également l’époque des bas nylon (accessoire hautement féminin apporté par les soldats américains).
À la Libération, jeune mariée, Simone Pérèle se lance dans la confection de soutiens-gorge. Artisan corsetier, elle travaille chez elle et sous-traite une partie de l’assemblage à domicile.

## Naissance de la société
En 1948, son mari Wolf la rejoint. Ils décident alors de s’inscrire au registre des commerçants et s’établissent à Paris, 8 rue de Montyon, dans le 9e arrondissement. Ils déposent la marque « Simone ». Durant les premières années, Simone Pérèle ne crée que des soutiens-gorge en satin, coupés puis assemblés dans l’atelier et montés par des ouvrières à domicile. Elle démarche les clients (exclusivement les détaillants), crée les modèles et contrôle la fabrication. Son mari, qui sera toujours nommé « Monsieur Pérèle » au sein de l’entreprise, s’occupe de la gestion, des achats, des livraisons, des expéditions, voire de la mise en colis.
En 1950, l’entreprise s’établit 11 rue Rougemont, où elle résidera dix-huit ans. À partir de 1956, la clientèle des Grands magasins s’ajoute à celle des petits détaillants. L’entreprise, qui emploie maintenant 30 personnes (et de 30 à 50 ouvrières à domicile), double sa surface. À la fin des années 1950, l’entreprise continue sa progression.
Le 29 août 1962, la société Simone Pérèle est immatriculée. Durant les années 1960, aux articles anciens qui perdurent s’ajoutent une dizaine de modèles. C’est la mode des soutiens-gorge qui mettent en valeur la poitrine, dite en « obus ». Brigitte Bardot incarne la pin-up aux formes généreuses. C’est également l’arrivée du lycra, matière qui va révolutionner le monde du textile apportant l’élasticité aux matières et par conséquent le confort.
En 1961, Simone Pérèle crée le soutien-gorge à pinces dites « Soleil ». Ces pinces situées dans la partie inférieure du bonnet, donnent du galbe à la poitrine. En 1962, le rachat d’une usine de fabrication à Orléans, près de la cathédrale, marque une nouvelle étape dans le développement de l’entreprise. Entre 1964 et 1965 a lieu une petite révolution dans le milieu de la corseterie : Simone Pérèle créée le premier soutien-gorge en lycra « Sole Mio ».

## Développement
En 1968, l'entreprise développe le premier soutien-gorge invisible, sans armature. Une campagne publicitaire renforce cette sortie véhiculant une image féminine : le modèle « Pétale » s'affiche dans les magazine Elle ou Jours de France. Dix ans après la création de « Soleil », le soutien-gorge « Pétale », dépouillé, sans dentelle, devient la seconde « locomotive » de la marque.
Si Simone Pérèle laisse progressivement les rênes de la création à sa fille, entrée dans l’entreprise en 1971, « Monsieur Pérèle » forme son gendre puis son fils à l'école de l’entreprise familiale. En 1973 a lieu la création de « Papillon », ensemble slip et soutien-gorge, parmi les premières parures (slip assorti au soutien-gorge) du marché.
De 1980 à 1990 a lieu le développement des profondeurs de bonnets du A au D.
Ayant créé de toutes pièces, avec sa femme, une entreprise leader dans son secteur, Monsieur Pérèle laisse progressivement la gestion à ses enfants qui essaient de moderniser la marque.
En 1986, l'entreprise lance différents slogans : « Choisir un Pérèle n’est jamais innocent ». « La femme est indépendante, elle achète de la lingerie pour elle-même afin de se faire plaisir avant d’être sensuelle pour l’autre ».
L’entreprise Simone Pérèle se développe alors rapidement à l’international. Dans les années 1990, alors que le lycra fait son apparition, le premier modèle en microfibre de la marque, « Amélia », remporte un vif succès. En 1995, Simone Pérèle s’éteint.

## La société après la disparition de sa créatrice
En 1998, les invisibles révolutionnent le marché : les soutiens-gorge moulés qui font une poitrine naturelle deviennent le nouveau must de la collection[réf. souhaitée]. On note[Qui ?] la sortie de la ligne « Les Essentiels ». Le groupe Simone Pérèle est désormais implanté dans 80 pays et la société célèbre ses cinquante ans d’existence.
Le 8 mars 2002, pour célébrer la Journée internationale des droits de la femme, le groupe Simone Pérèle créée une pièce unique en toile à corset et rubans de satin[pertinence contestée]. En juillet 2002, le groupe Simone Pérèle ouvre une filiale aux États-Unis.
Si la fin des années 1990 a vu le triomphe du string avec l'obsession de la discrétion (le string a été créé pour être invisible sous les pantalons les plus moulants), en ce début de XXe siècle, il s'affiche sans complexe. En 2007, le groupe Pérèle lance la marque Implicite. En 2009 la marque tente de renouveler son image avec un nouveau slogan : « Simone. So French. »
En 2015 Mathieu Grodner prend les commandes de l'entreprise.
En 2018 l'entreprise, via la société Simone Pérele Retail, multiplie les ouvertures de boutiques.

## Activité, rentabilité, effectif
|                                        | 2014   | 2015   | 2016   | 2017   | 2018    | 2019    | 2020    |
| -------------------------------------- | ------ | ------ | ------ | ------ | ------- | ------- | ------- |
| Chiffre d'affaires en milliers d'euros | 55 493 | 54 365 | 55 848 | 55 164 | 52 943  | 68 934  | 37 584  |
| Résultat net en milliers d'euros       | - 489  | - 161  | + 647  | - 717  | - 4 618 | - 3 688 | - 7 478 |
| Effectif moyen annuel                  | 219    | 210    | 239    | 253    | 260     | 262     | 182     |